# فهرست بزرگترین شرکت‌های نفت و گاز بر پایه درآمد
فهرست بزرگترین شرکت‌های نفت و گاز بر پایه درآمد به لیستی از بزرگترین شرکت‌های صنعت نفت و گاز جهان اطلاق می‌گردد، که درآمد سالیانه آنها، بالغ بر ۲۵ میلیارد دلار باشد. این رتبه‌بندی بر اساس میزان درآمد آنها در آخرین سال مالی انجام گرفته‌است. ارقام درج شده در ستون درآمدها، بر پایه میلیارد دلار آمریکا محاسبه شده‌است.
| شرکت                       | درآمد (دلار) | دفتر مرکزی          |
| -------------------------- | ------------ | ------------------- |
| رویال داچ شل               | ۴۸۴٬۴۸۹      | هلند                |
| اکسان‌موبیل                 | ۴۵۲٬۹۲۶      | ایالات متحده آمریکا |
| بی‌پی                       | ۳۸۶٬۴۶۳      | بریتانیا            |
| ساینوپک                    | ۳۷۵٬۲۱۴      | چین                 |
| شرکت ملی نفت چین           | ۳۵۲٬۳۳۸      | چین                 |
| سعودی آرامکو               | ۳۱۱٬۰۰۰      | عربستان سعودی       |
| شورون                      | ۲۴۵٬۶۲۱      | ایالات متحده آمریکا |
| کونوکو فیلیپس              | ۲۳۷٬۲۷۲      | ایالات متحده آمریکا |
| توتال                      | ۲۳۱٬۵۸۰      | فرانسه              |
| گازپروم                    | ۱۵۷٬۸۳۰      | روسیه               |
| انی                        | ۱۵۳٬۶۷۶      | ایتالیا             |
| پتروبراس                   | ۱۴۵٬۹۱۵      | برزیل               |
| ژ د اف سوئز                | ۱۲۶٬۰۷۶      | فرانسه              |
| پمکس                       | ۱۲۵٬۳۴۴      | مکزیک               |
| والرو انرژی                | ۱۲۵٬۰۹۵      | ایالات متحده آمریکا |
| پترولئوس دی ونزوئلا        | ۱۲۴٬۷۵۴      | ونزوئلا             |
| استات اویل                 | ۱۱۹٬۵۶۱      | نروژ                |
| جی‌اکس هولدینگز             | ۱۱۹٬۲۵۸      | ژاپن                |
| لوک اویل                   | ۱۱۱٬۴۳۳      | روسیه               |
| پتروناس                    | ۹۷٬۳۵۵       | مالزی               |
| شرکت نفت هند               | ۸۶٬۰۱۶       | هند                 |
| رپسول                      | ۸۱٬۱۲۲       | اسپانیا             |
| پی‌تی‌تی                     | ۷۹٬۶۹۰       | تایلند              |
| ریلاینس                    | ۷۶٬۱۱۹       | هند                 |
| شرکت ملی نفت فلات قاره چین | ۷۵٬۵۱۴       | چین                 |
| ماراتن اویل                | ۷۳٬۶۴۵       | ایالات متحده آمریکا |
| روس‌نفت                     | ۶۵٬۰۹۳       | روسیه               |
| تی‌ان‌کی-بی‌پی                | ۴۸٬۹۰۹       | روسیه               |
| آیدمیتسو کوسان             | ۴۸٬۸۲۸       | ژاپن                |
| اوام‌وی                     | ۴۷٬۳۴۹       | اتریش               |
| سانوکو                     | ۴۵٬۷۶۵       | ایالات متحده آمریکا |
| بهارات پترولیوم            | ۴۴٬۵۸۲       | هند                 |
| اینترپرایز پروداکتس        | ۴۴٬۳۱۳       | ایالات متحده آمریکا |
| جی‌ای کلتکس                 | ۴۳٬۲۸۰       | کرهٔ جنوبی           |
| سانکور انرژی               | ۴۰٬۲۳۱       | کانادا              |
| شلومبرجر                   | ۳۹٬۵۴۰       | ایالات متحده آمریکا |
| هندوستان پترولیوم          | ۳۸٬۸۸۵       | هند                 |
| هس کورپوریشن               | ۳۷٬۸۷۱       | ایالات متحده آمریکا |
| سنتریکا                    | ۳۶٬۸۶۰       | بریتانیا            |
| اورلن                      | ۳۶٬۱۰۰       | لهستان              |
| اکوپترول                   | ۳۵٬۵۲۰       | کلمبیا              |
| ادنوک                      | ۳۵٬۴۹۵       | امارات متحدهٔ عربی   |
| کوسمو اویل                 | ۳۳٬۶۷۲       | ژاپن                |
| سی‌پی‌سی                     | ۳۲٬۷۶۹       | تایوان              |
| مورفی اویل                 | ۳۱٬۴۴۶       | ایالات متحده آمریکا |
| شرکت نفت و گاز طبیعی       | ۳۰٬۷۴۶       | هند                 |
| تسورو                      | ۲۹٬۹۲۷       | ایالات متحده آمریکا |
| گس‌ترا                      | ۲۹٬۳۳۲       | هلند                |
| گاز ناتورال                | ۲۹٬۳۰۵       | اسپانیا             |
| اولتراپار                  | ۲۹٬۰۷۳       | برزیل               |
| اس-اویل                    | ۲۸٬۸۰۸       | کرهٔ جنوبی           |
| شاوا شل سکیو               | ۲۸٬۴۹۷       | ژاپن                |
| گروه مول                   | ۲۶٬۶۹۸       | مجارستان            |
| شرکت گاز کره               | ۲۵٬۷۲۱       | کرهٔ جنوبی           |
| سورگوت‌نفته‌گس               | ۲۵٬۶۶۳       | روسیه               |